# Dennis Holmes
Dennis Holmes (* 3. Oktober 1950 in Encino, Los Angeles, Kalifornien) ist ein ehemaliger US-amerikanischer Schauspieler und Kinderdarsteller.
Holmes spielte ab 1957 in diversen Folgen US-amerikanischer Fernsehserien. Seine bekannteste Rolle ist die des Waisenjungen Mike Williams in der Serie Am Fuß der blauen Berge, wo er in 59 Folgen neben John Smith und Robert Fuller zu sehen war. 1964 zog er sich von der Schauspielerei zurück.
Holmes ist seit 1982 mit Deena Lynice Brandt verheiratet.